# عامر الدوسری
عامر الدوسری (انگلیسی: Amer Al Dossari؛ زادهٔ ۲ مارس ۱۹۷۷) یک بازیکن فوتبال اهل قطر است.

## تیم ملی
وی همچنین در تیم ملی فوتبال قطر بازی کرده است.